# 吡咯戊酮
吡咯戊酮（英语：Pyrovalerone，也叫Centroton、4-甲基-β-酮基-普罗林坦、Thymergix、O-2371）是一种精神活性药物，通过作为去甲肾上腺素-多巴胺再吸收抑制剂（NDRI）发挥兴奋作用，用于临床治疗慢性疲劳或嗜睡以及作为减肥目的的厌食或食欲抑制剂。它于1960年代末研发，此后在法国和其他几个欧洲国家使用，尽管吡咯戊酮仍偶尔被开出处方，但由于滥用和依赖性问题而很少使用。它在结构水平上与许多其他兴奋剂密切相关，例如α-PVP、MDPV和普罗林坦。
吡咯戊酮的副作用包括厌食或食欲不振、焦虑、睡眠不足或失眠，以及发抖或肌肉颤抖。停药后因滥用而退出通常会导致抑郁。
吡咯戊酮的R-对映异构体没有活性。